# Dulciana
La dulciana (detta anche dolciana o dulzaina) è uno strumento a fiato del rinascimento ad ancia doppia. Lo stesso è noto come curtal in inglese, Dulzian in tedesco, bajón in spagnolo, douçaine in francese e dulciaan in olandese. Non va confusa con la dolzaina, che è una forma di bombarda o ciaramella.
Esso è l'antenato del moderno fagotto, ed ha avuto il suo periodo d'oro fra il 1550 e il 1700, ma probabilmente esisteva anche da prima. Verso la fine di questo periodo è coesistito con il fagotto barocco, anche se in Spagna si è continuato ad usarlo fino ai primi anni del XX secolo. Esso veniva impiegato nell'esecuzione della musica sia sacra che profana, in tutta Europa ma anche nelle Americhe.

## Costruzione
La dulciana è generalmente realizzata da un singolo pezzo di legno, solitamente bosso o acero, in cui i fori vengono prima trapanati e quindi alesati. La cameratura dello strumento è conica, come quella della bombarda, ma ripiegata in due come nel caso del fagotto. I due fori conici sono praticati parallelamente in un unico pezzo di legno. L'ancia è inserita in un tubicino metallico (detto ritorta o "esse"), a sua volta inserito nell'estremità superiore del corpo dello strumento.  In alcuni casi può essere inserita una sordina nella campana dello strumento. L'esterno dello strumento talvolta è ricoperto di cuoio come quello del cornetti.
La comune dulciana bassa, analoga al fagotto, è in FA, ma esistono anche dulciane tenore (in DO), contralto (in Fa o SOL) e soprano (in DO). L'estensione dello strumento è di 2,5 ottave, centrato sulla nota di accordatura; ad esempio il basso va dal Do due ottave sotto il Do centrale al SOL sopra il DO centrale.
L'ancia della dulciana è completamente scoperta, consentendo all'esecutore di controllare il suono e l'intonazione tramite l'imboccatura. Nel periodo in cui fu inventata, altri strumenti ad ancia doppia avevano l'ancia completamente inserita in una capsula detta pirouette, come il cromorno, o anche parzialmente inclusa come la bombarda. Si può immaginare che la dulciana sostituisse la bombarda basso per la comodità della sua più piccola dimensione ma è quasi certo che i due strumenti siano coesistiti nello stesso periodo. 
Lo strumento sembra sia stato molto usato intorno alla metà del XVI secolo. Un consort di dulciane, nelle varie misure, è presente a Bruxelles ed è stata prodotta da Melchor sembra in Spagna. Un altro esempio di dulciana si trova a Linz; esso è ricoperto di pelle ed ha una sordina incorporata. L'ultima copia conosciuta è di Johann Cristoph Denner, costruita intorno al 1700, ed anche questa ha una sordina incorporata.

## Funzione e repertorio
La dulciana è uno strumento molto versatile, abbastanza alto da essere usato nelle bande che suonano all'aria aperta, abbastanza misurato da essere usato nell'esecuzione della musica da camera e abbastanza espressivo da poter essere usato di supporto alla musica corale. Veniva impiegato nell'esecuzione di musiche per la danza, assieme alla ciaramella ed al trombone, nella musica da camera e nel grande repertorio policorale da Giovanni Gabrieli a Heinrich Schütz. Vi sono espliciti riferimenti alla dulciana nelle sonate di Dario Castello, Giovanni Battista Fontana, Bartolomeo De Selma y Salaverde, Philip Friedrich Böddecker, Giovanni Antonio Bertoli, Daniel Speer e molti altri.

## Registro dell'organo
Con il termine dulciana si intendono anche due differenti registri d'organo; l'uno, antichissimo, è un registro ad ancia molto dolce e penetrante, appartenente alla famiglia dei regali; l'altro, utilizzato soprattutto dai costruttori romantici, è simile ad una viola da gamba, ma con un suono leggermente più forte, più rotondo e meno nasale.